# Poolambadi
Poolambadi é uma panchayat (vila) no distrito de Perambalur, no estado indiano de Tamil Nadu.

## Demografia
Segundo o censo de 2001,  Poolambadi  tinha uma população de 10,081 habitantes. Os indivíduos do sexo masculino constituem 50% da população e os do sexo feminino 50%. Poolambadi tem uma taxa de literacia de 60%, superior à média nacional de 59.5%: a literacia no sexo masculino é de 70% e no sexo feminino é de 50%. Em Poolambadi, 10% da população está abaixo dos 6 anos de idade.